# Странка умерених
Странка умерене коалиције (швед. Moderata samlingspartiet; скраћено Moderaterna, „Умерени") је либерална конзервативна партија у Шведској. Налази се у чланству Међународне демократске уније и Европске народне партије.
Формирана је године 1904. под називом Општа изборна унија како би окупљала дотада међусобно неповезане конзервативне заступнике у шведском Риксдагу, односно супротставила се јачању социјалиста и либерала у Шведској.
Странка је 1934. године била присиљена да препусти власт Шведској социјалдемократској партији, те скоро четири деценије остала у опозицији, с изузећем периода Другог светског рата када је са социјалдемократама под називом Национална унија деснице чинила коалициону владу.
Странка је 1952. године променила име у Десна странка, а као својеврсну реакцију на бурне студентске протесте 1968. године у данашње име, с настојањем да се представи као странка закона и реда. Међутим, почела је да привлачи бираче тек када је 1970-их почела скретати према центру, односно прихватати одређена либерална начела, поготово у друштвеним питањима. Тај је заокрет уродио плодом, те су Умерени дошли на власт 1976, те је очували до 1982. године. Након тога су их поновно заменили социјалдемократе, да би од 1991. до 1994. године опет били на власти под вођством Карла Билта.
Иако је сама странка наставила да расте, њени коалициони партнери нису, па је од 1994. године била у опозицији. Године 2003, добила је новог вођу у Фредрику Рајнфелту, који је почео успешно искористио корупционе скандале везане уз шведске социјалдемократе, те се бирачима представио као демократска алтернатива.
На изборима 17. септембра 2006, Умерени су, у коалицији Савез за Шведску коју још чине Либерална народна странка, Демохришћани и Странка центра, успели да однесу превагу над левом коалицијом коју воде социјалдемократе.